# Georgia School for the Deaf
Georgia School for the Deaf, dont le nom est couramment abrégé en GSD, est une école pour sourds, située à Cave Spring, en Géorgie, aux États-Unis. Elle a été fondée en 1846. 

## Histoire
La Georgia School for the Deaf est dans la pittoresque vallée de Vann. Elle est la seule école résidentielle de la Géorgie au service des étudiants sourds et durs d'oreille. La GSD a été créé en 1846 sur le terrain de l'Académie Hearn par un de ses professeurs, O. P. Fannin. Une cabane en rondins, une subvention législative de 5000 $, et quatre étudiants ont commencé une longue tradition de plus de 160 ans aux services des enfants à travers l'état. La GSD était le onzième pensionnat établit pour les sourds aux États-Unis. 